# Германско военно гробище (Петрич)
Германското военно гробище в Петрич е създадено през Първата световна война, когато в него са погребани 60 германски войници. През пролетта на 1941 година по време на Втората световна война в гробището са погребани 111 германски войници, починали в сражения на линията „Метаксас“ по време на операция „Марита“.